# Euodynerus foraminatus
Euodynerus foraminatus är en stekelart som först beskrevs av Henri Saussure 1853.  Euodynerus foraminatus ingår i släktet kamgetingar, och familjen Eumenidae.

## Underarter
Arten delas in i följande underarter:
- E. f. aequalis
- E. f. apopkensis
- E. f. blakeanus
- E. f. parvirudis
- E. f. scutellaris